# Kangiqsualujjuaq
Kangiqsualujjuaq (Kangirsualujjuaq, Fort Severight, Fort George River, Port du Nouveau-Québec) – inuicka osada ulokowana po wschodniej stronie zatoki Ungawa nad rzeką George w Nunavik w Quebecu (Kanada).
Znajduje się w administracji regionalnej Kativik w regionie administracyjnym Nord-du-Québec. Nazwa osady w oznacza "bardzo dużą rzekę". Lokalna gospodarka bazuje m.in. na polowaniach na renifery i foki, połowach na walenie Białucha i golce zwyczajne oraz wytwarzaniu sztuki inuickiej. Kangiqsualujjuaq jest też głównym punktem końcowym spływów kajakowych rzeką George.

## Geografia
Wioska położona jest na wzniesieniu, u ujścia rzeki George. Jest otoczona górami, przy czym na obu końcach osady dostępne są dwie drogi między górami. Wśród formacji skalnych i kamiennych znaków drogowych Inukshuk, występują skarłowaciałe drzewa, runo leśne a w niższych partiach osady dywany mchów i porostów.

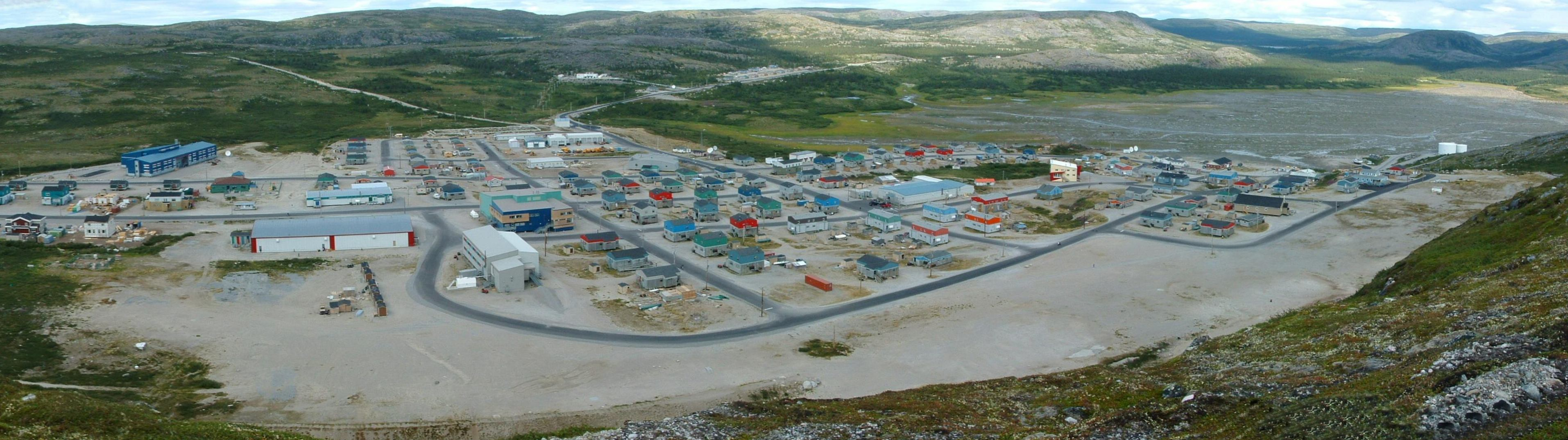
Panorama Kangiqsualujjuaq

## Historia
Kompania Zatoki Hudsona w 1838 roku otworzyła faktorię handlową na południe od dzisiejszej osady i działała w latach 1838–1842, 1876–1915 oraz 1923–1932. Jednakże okoliczni Inuici nigdy nie osiedlili się przy faktorii. Latem żyli na wybrzeżu zatoki a zimą przenosili obóz 50 km w głąb lądu. W 1959 roku lokalni Inuici z własnej inicjatywy założyli pierwszą spółdzielnię w północnym Quebecu w celu organizacji handlu golcami zwyczajnymi. Budowa osady rozpoczęła się w 1962 roku i od tego też roku Inuici zaczynają porzucać nomadyczne tryb życia na rzecz życia w wiosce. W 1963 roku otwarto szkołę, budynki rządowe i sklep spółdzielczy. W 1980 roku Kangiqsualujjuag zostało zalegalizowane jako gmina.
Wczesnym rankiem 1 stycznia 1999 roku, podczas świętowania nowego roku na salę gimnastyczną szkoły Satuumavik zeszła lawina zabijając 9 osób. 25 innych osób zostało rannych, z czego 12 na tyle poważnie, że zostali przetransportowani drogą lotniczą 1500 km na południe, do szpitala w Montrealu. Pojawiły się głosy, że huczna zabawa mogła być jedną z przyczyn, które wyzwoliły lawinę. Budynek został zburzony a szkoła odbudowana w innej, bezpieczniejszej lokalizacji pod nową nazwą Ulluriaq.

## Osobistości
Starsi Inuici
- Noah Angnatuk
- George Annanack
- Johnny Sam Annanack
- Maggie Annanack (Elsie Imaq)
- Sarah Annanack
- Willie Emudluk
- Benjamin Jararuse
- Tivi Etok
- Willie Etok

Odkrywcy i misjonarze
- Benjamin Gottlieb Kohlmeister
- George Kmoch
- Albert Peter Low
- John McLean
- Leonidas Hubbard
- Donat Savoie

## Zdjęcia

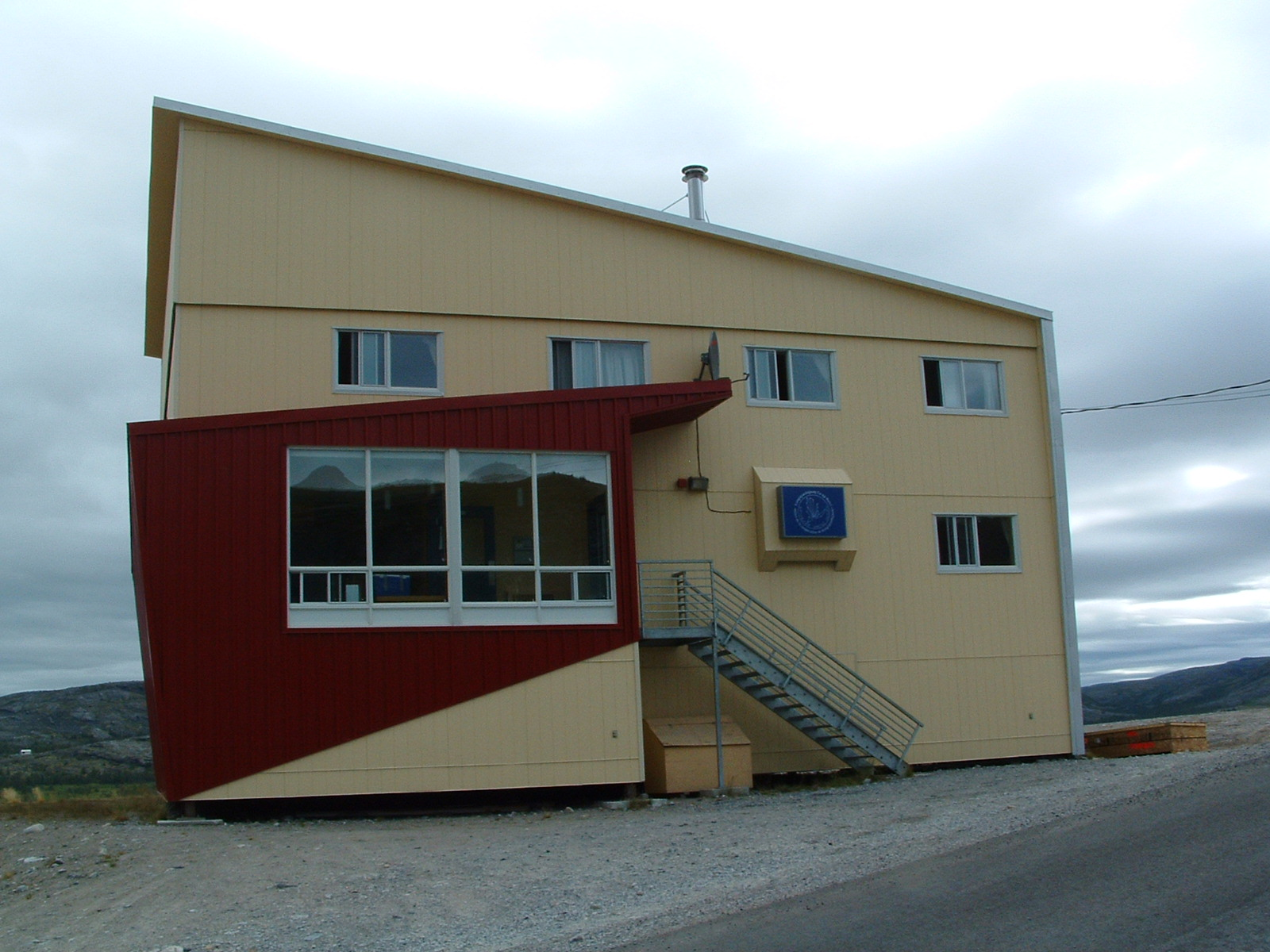
Hotel w Kangiqsualujjuaq
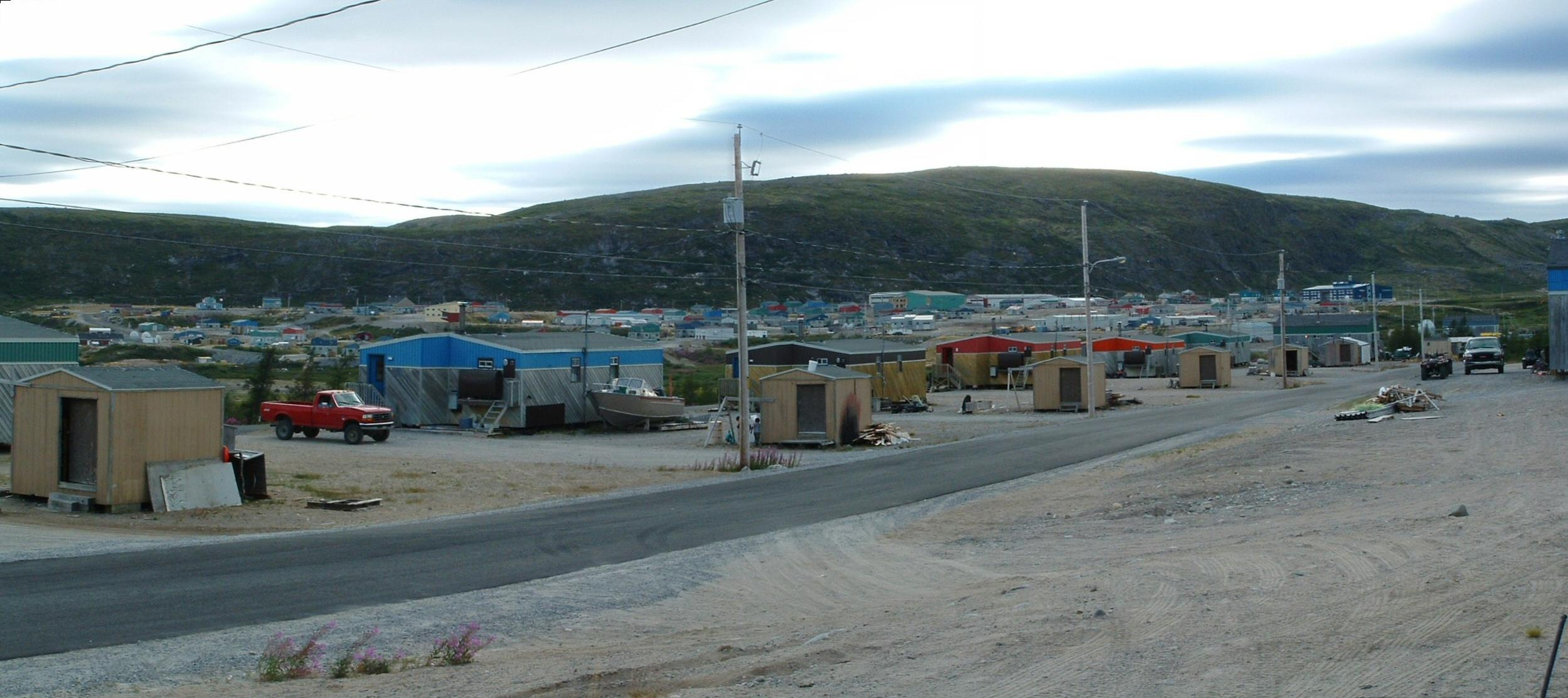
Ulice Kangiqsualujjuaq
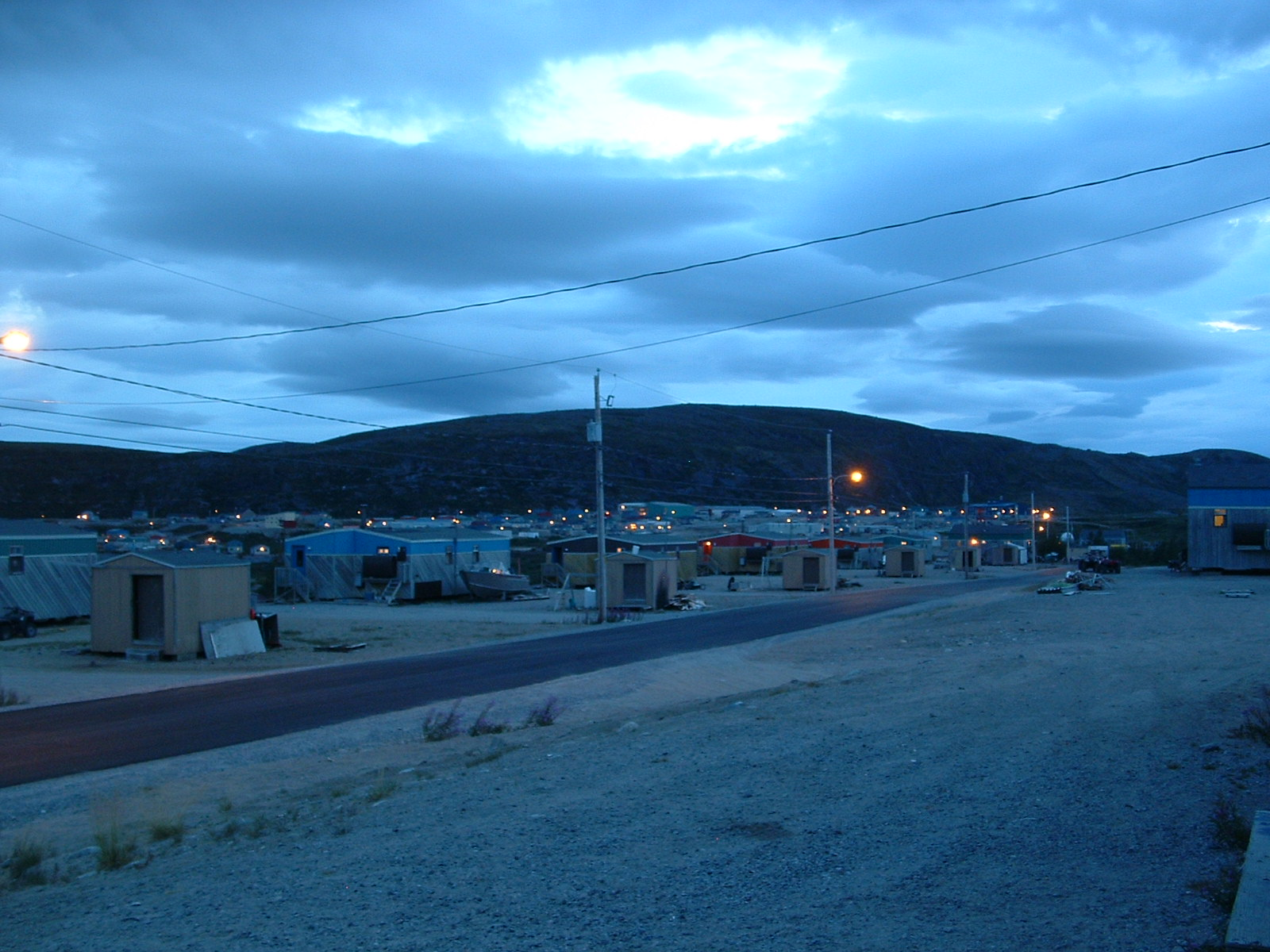
Kangiqsualujjuaq nocą
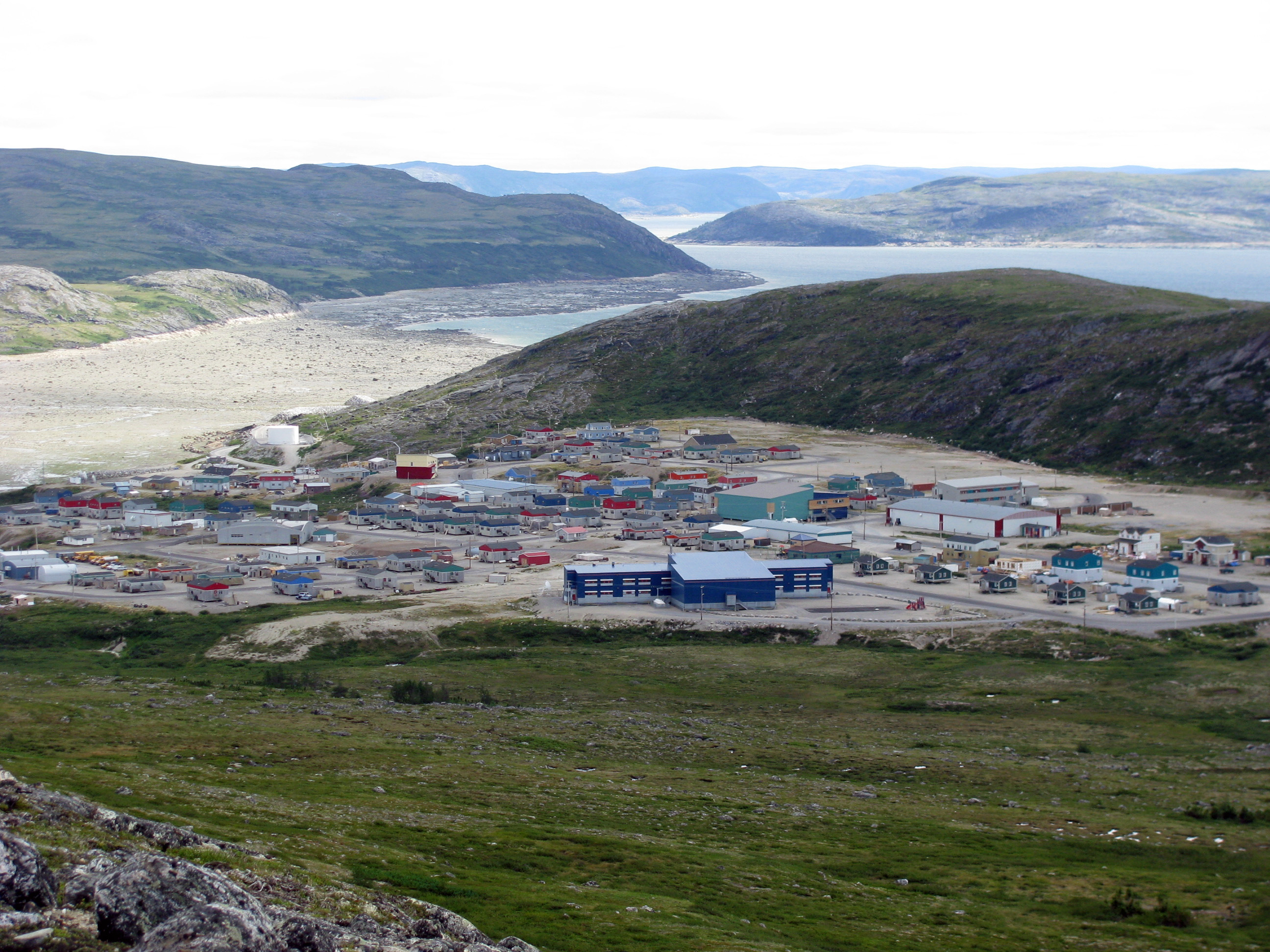
Kangiqsualujjuaq
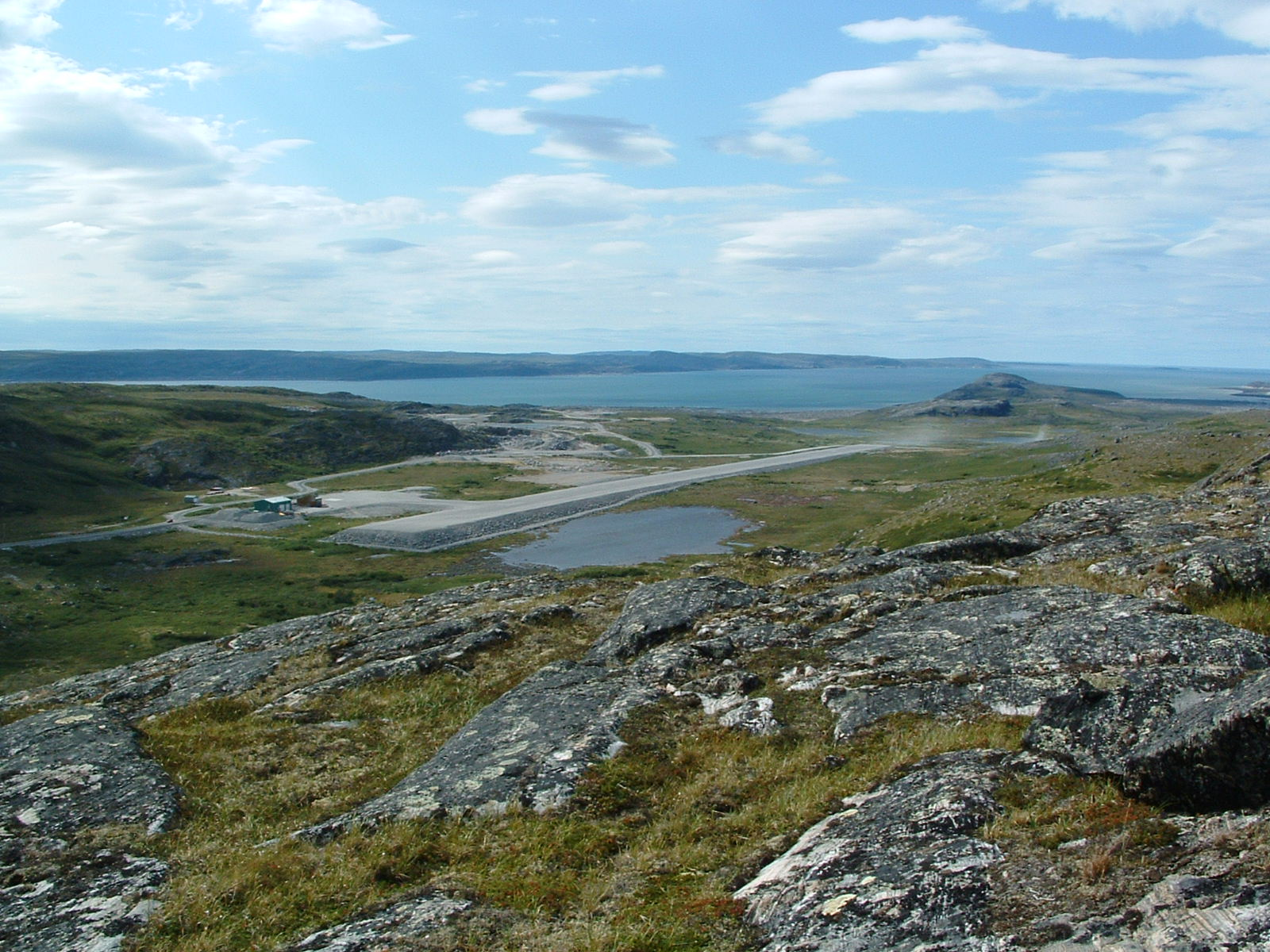
Lotnisko w Kangiqsualujjuag
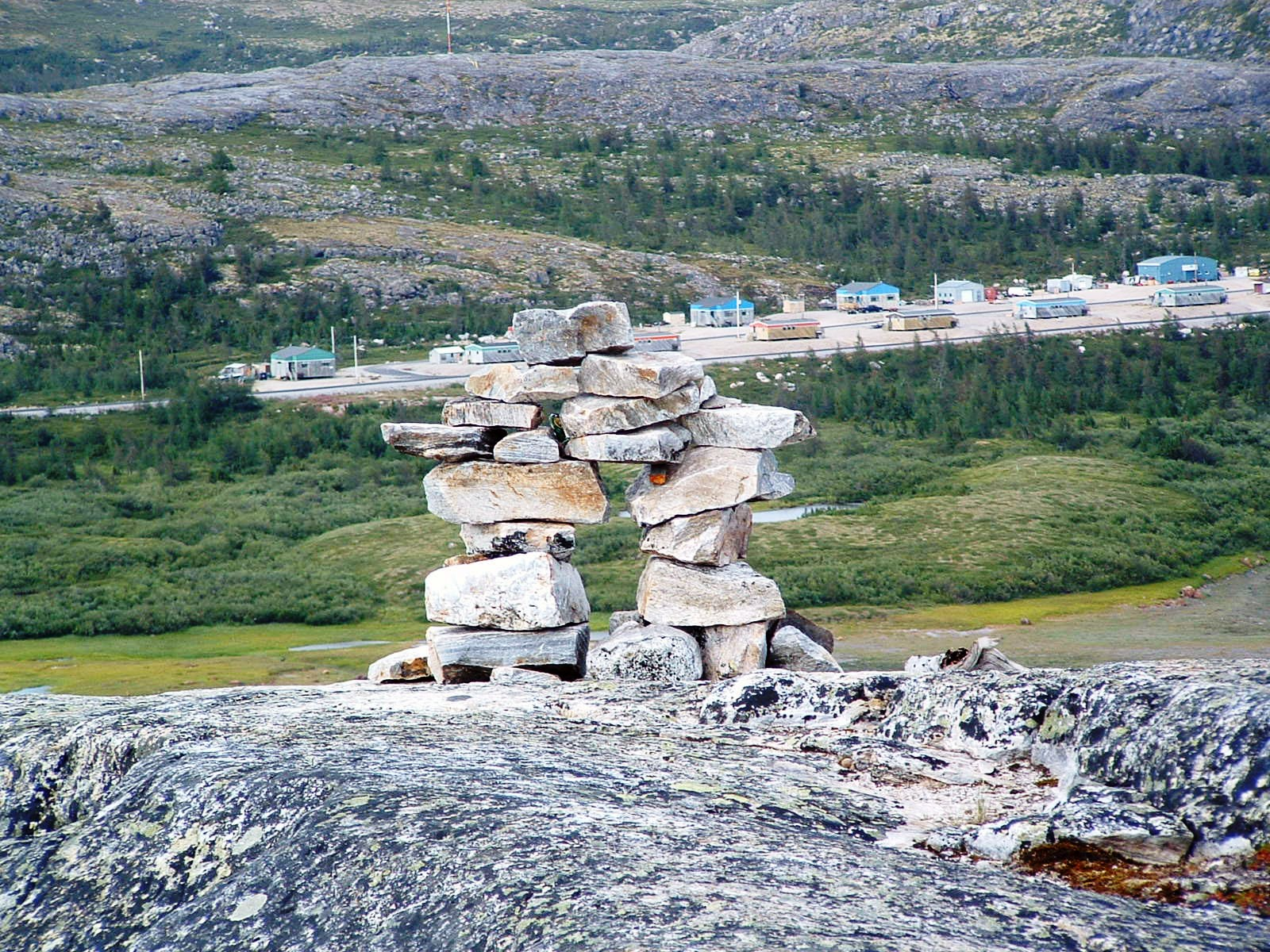
Inukshuk
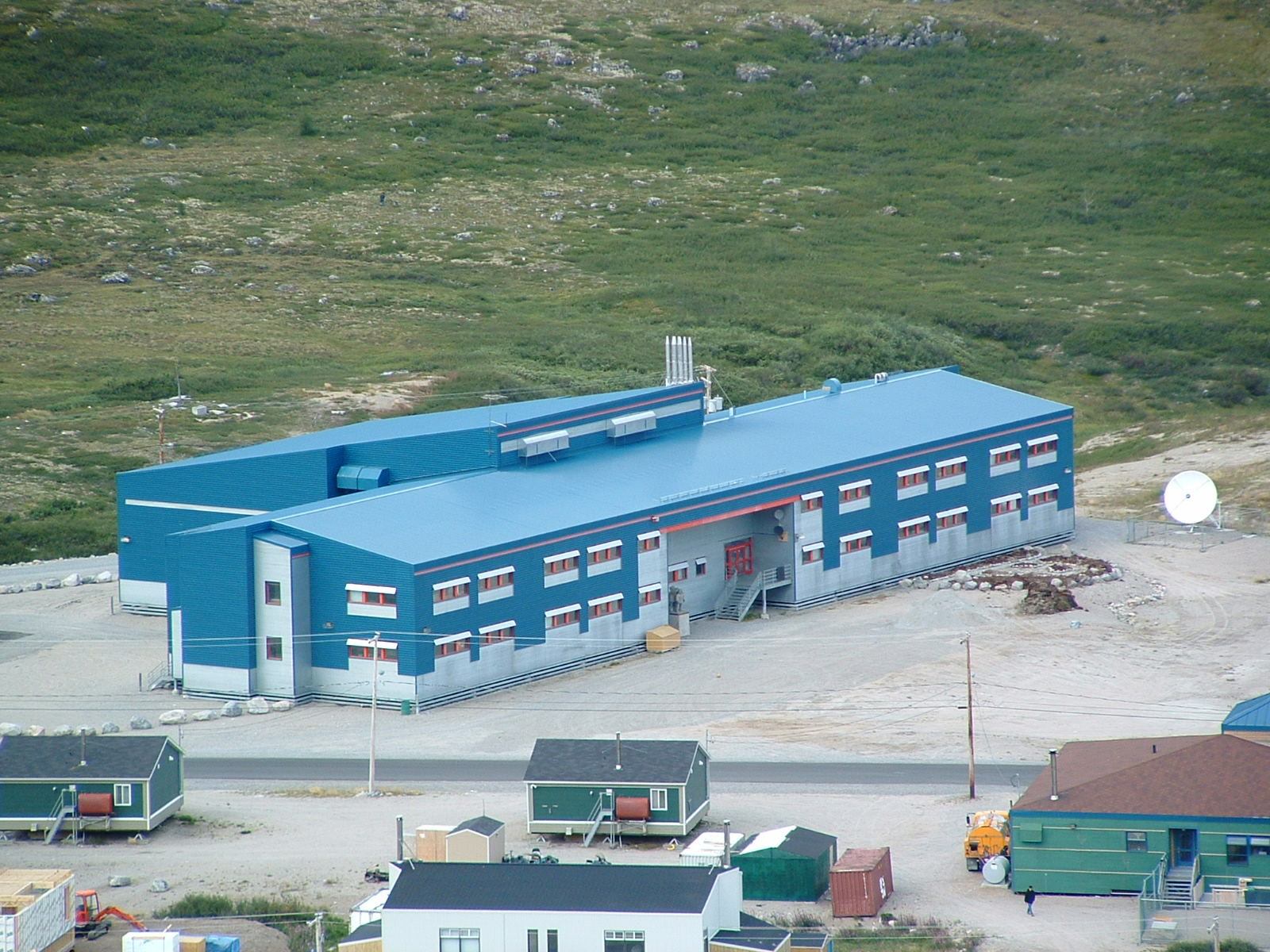
Szkoła Ulluriaq
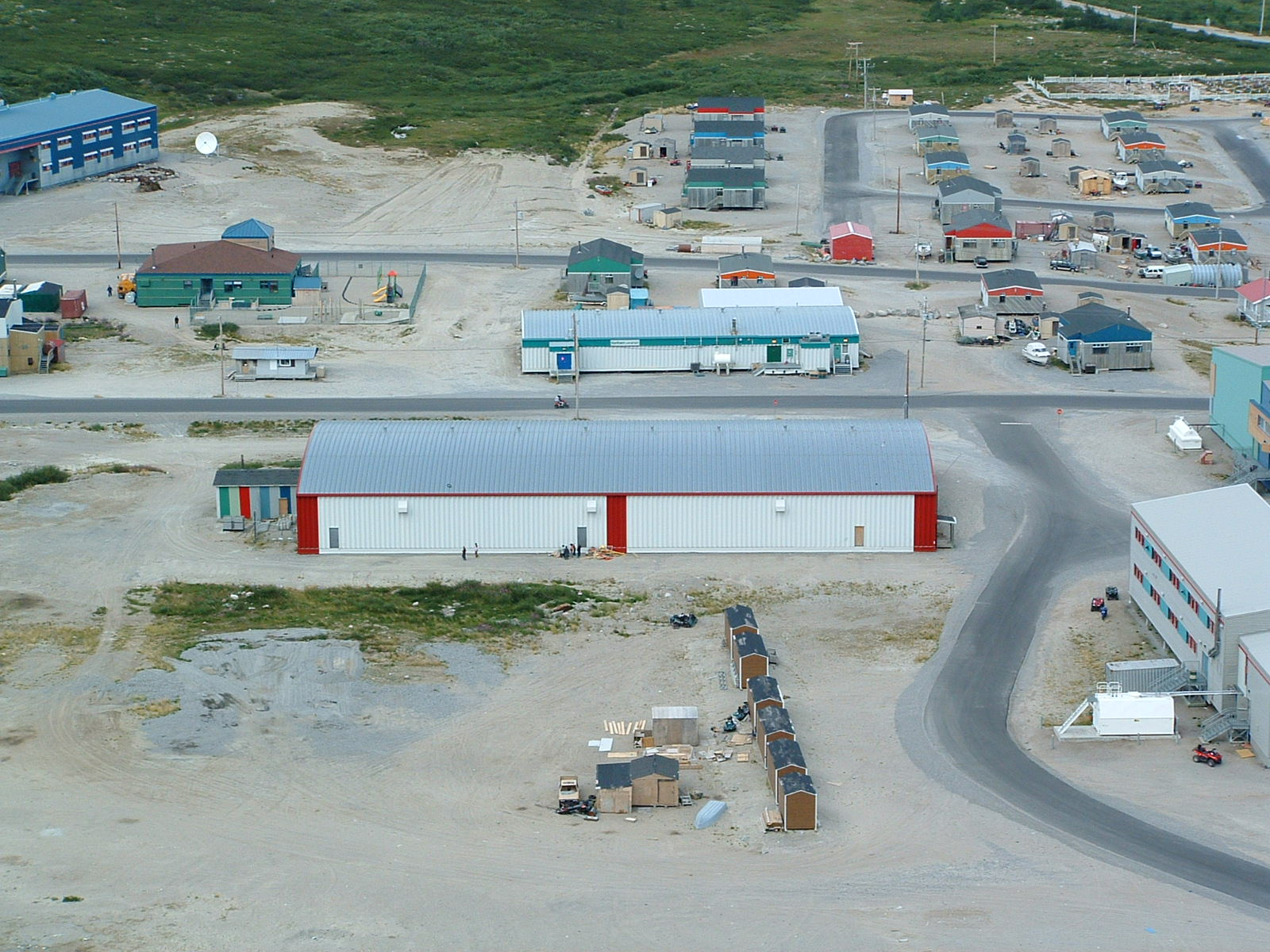
Lodowisko w Kangiqsualujjuaq